# Germán Silva
Germán Silva (Tihuatlan, Veracruz, 9 de enero de 1968) es un corredor de fondo mexicano. Ganó en dos ocasiones (1994 y 1995) el prestigiado maratón de Nueva York con tiempos de 2:11:21 y 2:11:00, respectivamente.Muy famoso debido a la gran historia que cuenta de cómo en el Maratón de 1994 al dar una vuelta errónea por lo cual pierde el liderato de la competencia, al percatarse de esto vuelve a la ruta a correr de nuevo, en la recta final de la carrera alcanza al mítico y ya viejo corredor Benjamín Paredes y gana la famosa carrera del 94. Además, en 1994, quedó en segundo lugar en el Campeonato Mundial de Media Maratón celebrado en Oslo, con un tiempo de 1:00:28, sólo un segundo detrás del primer clasificado, el marroquí Khalid Skah.